# 飓风金格
飓风金格（英語：Hurricane Ginger），是1971年大西洋飓风季的第8个热带气旋和第5个飓风，其作为热带气旋的持续时间从9月6日开始到10月3日为止，长达27.25天，这其中从9月11至30日的20天里达到了飓风强度。风暴在巴哈马东北方向形成，之后的九天里总体向东或东北方向移动并逐渐增强到每小时175公里的最大风速。9月14日，金格的行进速度放缓并逐渐转向朝西，于9月23日在百慕大附近经过，产生了狂风和巨浪，但没有给当地造成损失。
飓风金格在位于大西洋西部上空时成为破风计划的最后一个目标，该计划旨在通过向热带气旋的雨带中投放碘化银来削弱其强度。风暴于9月30日以飓风的最低标准袭击了北卡罗莱纳州，给海岸沿线带去了狂风，导致部分地区停电。大雨导致城镇被淹，农作物受损严重，损失了300万蒲式耳玉米和100万蒲式耳大豆。该州遭受的经济损失估计达到1000万美元（1971年美元，相当于2025年的7523萬美元）。风暴还给更北部的中大西洋各州带去了中等程度降雨和大风，不过除北卡罗莱纳州外，没有其他地区出现严重损失的报道。

## 气象历史
飓风金格起源于9月初在大西洋西部持续了多日的一股冷心上层低气压。这股上层低气压位于从墨西哥湾一直延续到中大西洋的一片广阔而持久的对流带，这个对流带又与熱帶輻合帶类似，只是所在的纬度较高。南美洲北部上空的一个反气旋对这片对流特征产生了影响，这与该区域9月大气系统活动的典型情况完全相反。该反气旋还导致形成了飓风弗恩（Fern）、热带风暴海蒂（Heidi）和两个热带低气压。到了9月5日，冷心上层低气压已经下降到海面，其热结构回暖，并于次日在巴哈马东北方向约375公里海域发展成热带低气压。
低气压形成后开始缓慢朝东南方向行进了约24小时，然后转向东北，并在这一过程中缓慢地组织起来。9月10日，低气压转向东进，并于当天晚些时候在百慕大以南约525公里海域达到热带风暴强度，美国国家飓风中心因此将它命名为金格（Ginger），是这年大西洋第7个获得命名的风暴。风暴快速增强，在24小时内风速就增至每小时120公里，达到飓风强度。飓风再次转向东北，从百慕大以东洋面经过。9月13日晚，金格达到959毫巴（百帕，28.32英寸汞柱）的最低气压，并在次日清晨达到每小时175公里的最大持续风速。到达百幕大和亚速尔群岛的中间位置后，飓风因为受到其东面和北面一个正在形成的高压脊影响而停止向东移动。系统大幅向南转向，然后开始转朝西面漂移，这一期间，金格的强度降低到飓风的最低标准。

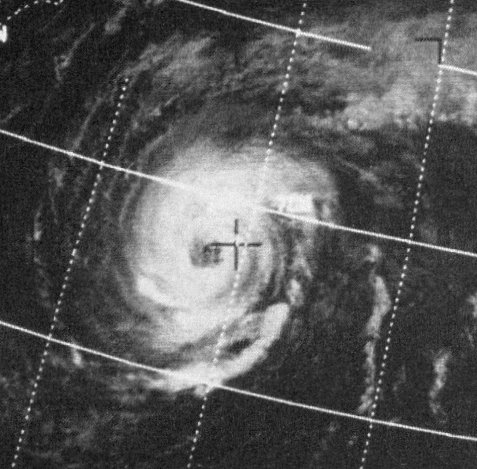
一颗ESSA 9号气象卫星于协调世界时1971年9月27日19:04分拍摄到的飓风金格图像。

之后近六天的时间里，金格都保持在飓风强度的最低标准。系统在大西洋中部蜿蜒行进，其风眼的规模异常之大，直径达到130公里。9月18日，金格转向南下，并在之后三天时间里缓慢地以一个紧密的逆时针方向循环行进。9月21日，飓风走向正西偏南，次日风速突然增强到每小时150公里。其向西的移动走向曾一度对百慕大构成短暂威胁，不过飓风有惊无险地于9月23日在该岛以南约185公里海域经过，并在这一过程中缓慢减弱。9月24日，风暴的行进速度降低，然后开始转向西北。到了9月26日，系统短暂减弱至飓风强度的最低标准，然后再度增强并继续朝西面和西北方向前进。大约就在这段时间里，金格吸收了其东南方向强度较弱、规模也较小的热带风暴贾尼丝（Janice）。
从9月26日开始的三天时间里，美国国家海洋和大气管理局派出多架飞机飞入飓风执行破风计划，金格也由此成为这一天气控制实验的第四个飓风目标。飞机向飓风中心投放碘化银，但由于风暴的风眼很大而且弥漫性强，这次实验没有起到效果，这也是该计划的最后一次碘化银投放行动。9月28日，金格向西北方向的北卡罗莱纳州逼近并稳步增强。到了次日早上6点，飓风达到第二波最高强度，风速每小时165公里，并保持了约18个小时。之后飓风缓慢减弱，于9月30日晚在北卡罗莱纳州加特利县港口小镇莫尔黑德城（Morehead City）登陆，其时风速为每小时120公里。到达陆地上空后，风暴迅速减弱，降级为热带风暴后又于10月1日晚变成热带低气压。低气压转向北上进入弗吉尼亚州南部，之后又转向东进。10月3日，系统在穿越漢普頓錨地进入大西洋的过程中转变成温带气旋。风暴残余继续向东南偏东方向移动，直到10月5日被一股冷锋吸收。

## 防灾措施
飓风对百慕大构成的威胁迫使英国皇家海军将一艘船只撤离，还有两艘邮轮提前出发。美国军方也撤离了一些飞机，并对留下的加以固定。政府在风暴经过期间关闭了岛上所有的学校。
金格袭击北卡罗莱纳州前，美国红十字会在六个县设立了28个紧急避难所，风暴期间有约5500人前来躲避。美国国家飓风中心向从北卡罗莱纳州的威尔明顿到弗吉尼亚州的弗吉尼亚海滩之间地区发布了飓风观察预警，烈风警告还向北扩展到了特拉华州的里霍博斯比奇。美国军方把弗吉尼亚州诺福克地区的飞机和船只撤离，此外还派飞机沿海岸警告船民有风暴逼近。风暴经过期间，外滩群岛周边的渡轮服务均予取消，海岸警卫队下令三座灯塔的工作人员撤离。

## 影响

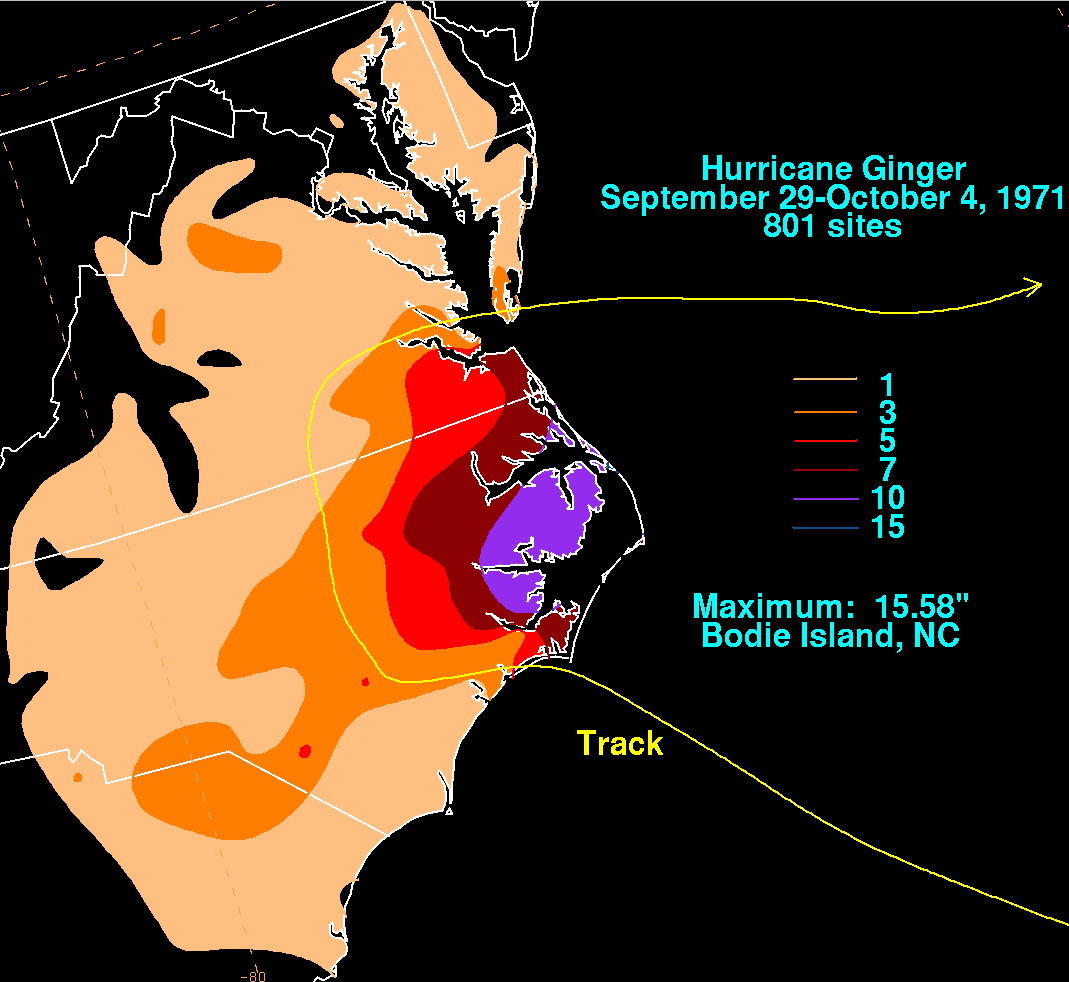
飓风金格的降水分布

飓风于9月23日在百慕大以南海域穿过时产生了持续17小时的巨浪和烈风强度的狂风。金德利空军基地报告了时速120公里的最强阵风。没有报道显示岛上遭受到破坏，但这场飓风也未能缓解当地旷日持久的旱情。
金格还位于百慕大附近海域时，产生的大浪和激流就影响到了美国东岸，政府部门为此向佛罗里达州到北卡罗莱纳州沿岸发布了针对小型船只的警告。佛罗里达州塞巴斯蒂安海岸出现了2.4米高的大浪，圣奥古斯丁有一人淹死。初步报告显示该州海王星海滩有两人失踪，不过到了年底的飓风总结时官方没有将这两人列入飓风造成的伤亡名单。
金格向北卡罗莱纳海岸逼近时给外滩群岛带去了约1.8米的风暴潮，帕姆利科湾则有2.1米。外滩群岛普降暴雨，其中降雨量最高的博迪岛（Bodie Island）达396毫米，创下该州热带气旋降雨量的新纪录。风暴产生的降水还向西南方向延伸到了南卡罗莱纳州境内，奇罗的降雨量有126毫米。北卡罗莱纳州加特利县的大西洋海滩（Atlantic Beach）遭受的阵风时速达到148公里，是这场飓风在美国产生的最高风速。风暴在向海岸逼近的过程中产生了大范围的风场，给北卡罗莱纳州大片区域构成影响，其中一个县官方认为金格是自1936年以来该县遭遇的最大规模风暴。

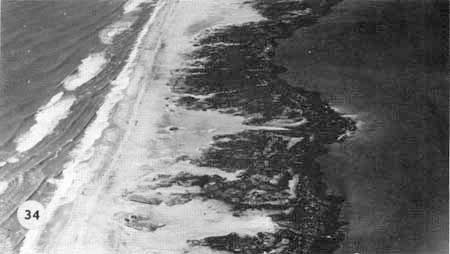
鸟瞰北卡罗莱纳州在飓风金格经过后的一处海滩

金格产生的狂风损坏了店面和窗户，还刮倒了树木和电线杆。飓风登陆的莫尔黑德城电力供应中断，街道上到处都是飞散的碎屑。附近的多个城市，如新伯尔尼（New Bern）、博福特（Beaufort）和大西洋海滩都失去了电力供应，一家供电公司有6000家客户断电。暴雨导致纽斯河（Neuse River）和特伦特河（Trent rivers）泛滥而引发洪灾。河岸边有多个油库破损，给河上泛舟产生了危险。庞戈河（Pungo River）泛滥产生了高1.2米的洪水，博福特縣贝尔黑文（Belhaven）大部分地区被淹，华盛顿也有类似情况发生，洪水进入了数十幢建筑物及房屋。整个地区有多座桥梁和多条道路因狂风、潮汐和洪水而关闭，因为包括70号美国国道的部分路段。强风还摧毁了多所移动房屋，不过沿海地区遭受的损失要小于预期。飓风经过期间，救世军和红十字会向超过3000人提供了粮食援助。
内陆地区因狂风和大雨而遭受了沉重的农作物损失，有300万蒲式耳玉米和100万蒲式耳大豆被毁，如果不是有一半的作物在风暴来临前已经收割，损失将会更大。还有报道显示花生以及其它多种水果和蔬菜也严重受损。部分地区失去了15%的棉花作物，特别是在该州东北部。经美国总统理查德·尼克松批准，北卡罗莱纳州东部45个县受到飓风影响的农民可以获得农业管理局的贷款（Farmers Home Administration）。州长罗伯特·W·斯科特（Robert W. Scott）申请为24个县提供联邦灾害援助，但未能得到批准。北卡罗莱纳州遭受的经济损失估计达到1000万美元（1971年美元，相当于7523萬2025年美元），其中约有100万美元（1971年美元，相当于752萬2025年美元）来自沿海洪灾的损失。华盛顿出现一起可能因阵风而引发的交通事故，导致一人丧生，不过这也没有列入飓风金格造成的人员伤亡统计中。
风暴进入弗吉尼亚州后继续产生大雨，诺福克的降雨量共计有193毫米。弗吉尼亚州和北卡罗莱纳州边界附近因风暴产生的潮汐比正常水位要高1.2米。时速超过80公里的阵风刮倒了一些树木，致使局部地区出现停电。弗吉尼亚海滩因高于正常水位的潮汐和海浪导致了中到重度的海岸侵蚀。金格还给更北面的德玛瓦半岛到向北直至纽约的沿海地区带去了高于正常水平的潮汐，强度较弱的风和零星降雨。

## 时长纪录
金格于9月6日形成，并持续到10月3日，共计有27.25天。这个时长比1969年的飓风因加还要长三天，成为当时所知持续时间最长的热带气旋。2003年，新的研究发现1899年的圣西里亚科飓风作为热带气旋的持续时间要超过金格，不过该飓风并非一直连续，中途有所中断。截止2014年1月，金格仍然是持续时间第二长的大西洋飓风，并且依然保持着连续持续时间最长的大西洋热带气旋纪录。
这场风暴从9月11日开始一直到9月30日都保持着飓风强度，这也是历史上为数不多的几个保持了这么长时间的飓风之一。此外，金格还与其它多个热带气旋同时存在，如9月11日就罕见地有四个获得命名的风暴同时存在，除金格外还有飓风伊迪丝、飓风弗恩和热带风暴海蒂。